# Śmiertelne zauroczenie
Śmiertelne zauroczenie (ang. Heathers) – amerykańska czarna komedia, która ukazała się w 1988 roku (we Włoszech), następnie w 1989 (w USA), w reżyserii Michaela Lehmanna.

## Fabuła
17-letnia Veronica Sawyer (Winona Ryder) należy do szkolnej elity, w której królują: liderka Heather Chandler (Kim Walker), podatna na wpływy Heather McNamara (Lisanne Falk) oraz bulimiczka Heather Duke (Shannen Doherty). Podczas jednej z przerw Veronica poznaje tajemniczego chłopaka o opinii buntownika, Jasona Deana (Christian Slater), który okazuje się mieć przy sobie broń. JD zainteresował się Veronicą, lecz Chandler stara się zapobiec czemukolwiek pomiędzy nimi.
Heather Chandler zaprasza Veronicę na imprezę w popularnym akademiku, gdzie panuje niekontrolowany chaos. Po spotkaniu z natrętnym chłopakiem Veronica wychodzi zdenerwowana, a za nią biegnie Heather, która wyzywa ją od najgorszych i grozi, że każdemu o tym opowie.
Tego samego wieczoru Veronica odwiedza JD i spędza z nim noc. Rano udają się do domu pijanej Heather, by zrobić jej kawał. Chcą napluć jej do napoju, lecz Jason wlewa do jednego kubka kwas żrący, a Veronica do drugiego kubka mleko z sokiem pomarańczowym. Dziewczyna przypadkowo myli naczynia i zanosi koleżance kwas do wypicia. Heather umiera praktycznie natychmiastowo po wypiciu, po czym upada na swój szklany stolik. Choć Veronica jest w szoku, JD nie traktuje tego poważnie i przekonuje dziewczynę, by sporządzić fałszywy list samobójczy, podrabiając pismo Chandler. Cała szkoła jest w szoku, a Heather Chandler, również dzięki emocjonalnemu listowi, po śmierci staje się jeszcze bardziej popularna.
Po pogrzebie Heather McNamara namawia Veronicę na podwójną randkę z dwoma sportowcami ze szkoły. Dziewczyna niechętnie się zgadza, lecz uważa ich za żenujących i gdy są oni pijani, ucieka z randki. Zauważa ją JD, mający wcześniej porachunki z chłopakami, którzy następnego dnia rozpuszczają w zemście plotki o rzekomym trójkącie z Veronicą.
JD przychodzi do Veronici i razem knują zemstę na sportowcach. Chłopak proponuje nastraszyć ich, strzelając do nich z pistoletu ślepakami „Ich lüge” (z niemieckiego „ja kłamię”), które nie zabiją ich, tylko lekko zranią. Veronica spotyka się ze sportowcami w lesie, mówiąc, że chce, aby ich opowieści stały się prawdą. JD strzela do Rama, który umiera, a potem goni i zabija Kurta, strzelając do niego. Veronica jeszcze raz podrabia list samobójczy, tym razem przypisując sportowcom samobójstwo z powodu nieakceptacji ich homoseksualnej miłości. 
Szkoła jest poruszona, a wydarzenie wywołuje, również dzięki szkolnej psycholog, dyskusję na temat homofobii i samobójstw młodzieży. Nie jest jednak to w stanie powstrzymać wyśmiewanej przez uczniów Marthy Dunnstock od samobójczej próby rzucenia się pod samochód. Dziewczyna przeżywa, ale jest ciężko ranna, a Heather Duke wyśmiewa się z jej próby "imitowania popularnych dzieciaków". Heather McNamara dzwoni do audycji radiowej, gdzie opowiada o swoich problemach, podczas gdy Veronica i Heather Duke słuchają. Ta druga postanawia opowiedzieć o tym klasie i wyśmiać McNamarę. Dziewczyna jest załamana i na jednej z przerw próbuje przedawkować leki. W ostatniej chwili ratuje ją Veronica.
Niedługo po tej sytuacji Veronica ma dość chaosu, który powstał, kłóci się z JD i para zrywa ze sobą.
Heather Duke staje się królową elity. JD szantażuje Heather Duke, wysyłając jej czerwoną wstążkę Chandler, i każe jej przekonać wszystkich uczniów do podpisania petycji na temat koncertu zespołu BigFun w szkole. Jego prawdziwym celem jest zebranie wszystkich w jednym miejscu, by wysadzić szkołę. Heather jest nieświadoma prawdziwej idei pisma oraz jakichkolwiek konsekwencji. Veronica odmawia podpisania petycji.
Gdy Veronica wraca do domu, rodzice mówią jej, że JD poinformował ich o jej myślach samobójczych i przekazują jej list od niego. Jest to kartka z napisem „Do you recognize the handwriting?” ("Czy poznajesz to pismo?"), a w pokoju dziewczyny znajduje się lalka z pętlą na szyi.
Veronica ma sen, w którym razem z JD znajduje się w domu Heather Duke, którą chłopak zabija nożem, mimo kłótni z Veronicą. Po obudzeniu dziewczyna domyśla się, że JD wróci do jej domu, dlatego markuje powieszenie się na prześcieradle. Kiedy chłopak powraca z bronią, jest w szoku. Mówi do dziewczyny, że kochał ją, jednak przyszedł do jej domu, by ją zabić.
Następnego dnia Veronica idzie do szkoły z zamiarem powstrzymania JD. Okazuje się, że jest on w kotłowni pod salą gimnastyczną. Veronica wyjmuje broń i podąża za nim, grożąc mu. Chłopak uderza ją i wraca do zakładania ładunków wybuchowych w kotłowni. Kiedy dziewczyna go znowu atakuje, bomba jest już uruchomiona. Veronica oddaje do JD trzy strzały, po czym on zdradza, jak wyłączyć ładunek w ostatnich dziesięciu sekundach. Chłopak stwierdza, że i tak jedynym miejscem, w którym każdy może żyć ze sobą w zgodzie, jest niebo i że motywem jego zachowania jest to, że nikt go nigdy nie kochał. JD upada, zatrzymując bombę.
Veronica, cała w popiele, brudzie i z zakrwawioną głową opuszcza budynek. Po chwili wychodzi z niego JD, uśmiecha się do niej i mówi, że jest pod wrażeniem jej siły. Odsłania swój płaszcz i Veronica dostrzega jedną z bomb, która miała wysadzić szkołę. Chłopak daje sobie 45 sekund, odchodzi od dziewczyny kilka kroków i po kilku sekundach wybucha wraz z ładunkiem, co zapala papierosa Veronici. Kiedy inni uczniowie biegną na miejsce eksplozji, pojawia się Heather Duke, zdziwiona wyglądem koleżanki. Veronica zabiera jej czerwoną wstążkę Chandler i wypowiada słowa "Heather, my love--there's a new sheriff in town." ("Heather, kochanie, nowy szeryf jest w mieście"), wskazując, że to ona przejmuje kontrolę nad życiem towarzyskim szkoły i zamierza zmienić stan rzeczy.
Ponieważ jej para na bal szkolny, JD, nie żyje, Veronica zaprasza Marthę Dunnstock, żeby razem oglądać filmy w noc balu. Martha, dochodząca do siebie po próbie samobójczej na wózku inwalidzkim, z radością kręci się wokół Veronici.

## Obsada
- Winona Ryder – Veronica Sawyer
- Christian Slater – Jason Dean
- Lisanne Falk – Heather McNamara
- Shannen Doherty – Heather Duke
- Kim Walker – Heather Chandler
- Penelope Milford – Pauline Fleming
- Lance Fenton – Kurt Kelly
- Patrick Labyorteaux – Ram Sweeney
- Carrie Lynn – Martha ”Dumptruck” Dunnstock
- Renée Estevez – Betty Finn
- Jon Matthews – Rodney
- Phill Lewis – Dennis
- Jennifer Rhodes – Pani Sawyer
- Bill Cort – Pan Sawyer